# Cultura finlandese
La cultura finlandese presenta una mescolanza di elementi indigeni (per esempio la lingua nazionale, il finlandese, ugro-finnica, e la sauna) e cultura nordica ed europea. A causa della sua storia e della sua posizione geografica, la Finlandia ha subito influenze da parte dei popoli delle aree vicine (finnici, baltici e germanici) e da parte delle antiche potenze dominanti, la Svezia e la Russia. La cultura finlandese appare basata su realtà ambientali relativamente ascetiche, su attività economiche tradizionali, su un retaggio di egualitarismo (jokamiehenoikeus, il diritto di accesso al terreno pubblico, e suffragio universale) e su un ideale tradizionalmente diffuso di auto-sufficienza (vedi per esempi i cottage estivi).
Ci sono ancora differenze culturali tra le regioni della Finlandia, specialmente differenze secondarie negli accenti e nel vocabolario. La Finlandia è ufficialmente uno stato bilingue in cui lingua svedese e lingua finlandese hanno identico status costituzionale sebbene i finlandesi di prima lingua svedese siano una minoranza. Altre minoranze, pur non godendo di identico status legato alle due lingue ufficiali, mantengono tuttavia dei diritti. Ad esempio conservano le loro caratteristiche culturali i sami, i Rom, ebrei e i tatari finlandesi. Molti finlandesi sono legati intimamente alla campagna e alla natura. L'urbanizzazione intensa è un fenomeno relativamente recente.

## Aspetti storici fondamentali

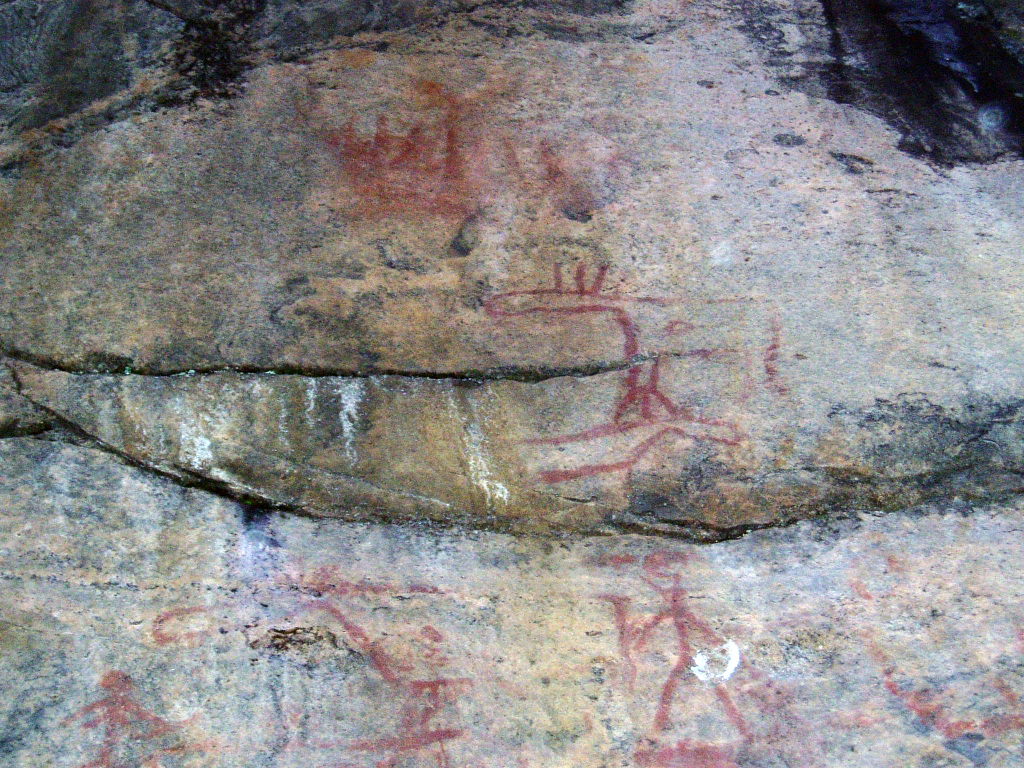
Roccia preistorica decorata in ocra rossa, con alci, figure umane e barche, Astuvansalmi, Finlandia, circa 3800–2200 a.C.

Durante l'ultimo periodo glaciale, con la riduzione dello strato di ghiaccio che copriva la maggior parte dell'Europa del nord, dalla Gran Bretagna fino a Mosca, intorno all'8000 a.C. cominciarono ad arrivare dei popoli in quella che oggi è la Finlandia. Quei popoli arrivavano dal sud e dall'est, ma recenti ritrovamenti archeologici hanno rivelato la presenza della nord-occidentale Cultura Komsa anche nel nord della Finlandia, presenza coeva ai primi ritrovamenti avvenuti lungo la costa norvegese.
L'area della Finlandia appartenne alla Cultura di Kunda dell'Europa nord-orientale fino al 5000 a.C. e alla cultura della ceramica a pettine dal 4200 al 2000 a.C. circa. La cultura Kiukainen sulla costa sud-occidentale della Finlandia comparve verso il 1200 a.C.

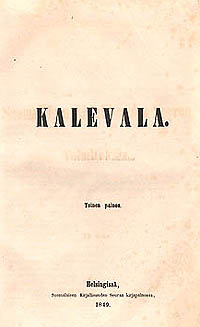
Kalevala. La raccolta dell'epica nazionale della Finlandia, di Elias Lönnrot (2ª ed.; 1849)

Dal 1100 al 1200 il regno di Svezia cominciò a incorporare la Finlandia. Però anche Novgorod cercava di ottenerne il controllo. Varie guerre furono combattute tra la Svezia e Novgorod e in seguito tra Moscovia e Russia tra il 1400 e il 1700. Nel 1721 fu firmato il Trattato di pace di Nystad, che poneva fine alla dominazione svedese nella regione baltica. Nel 1809 la Finlandia fu annessa all'Impero russo. Dal 1809 al 1917 la Finlandia fu un Granducato, il cui monarca costituzionale era lo Zar russo. La Carelia, dove si verificò la maggior parte dei conflitti russo-svedesi, fu influenzata da entrambe le culture, anche se rimase in gran parte periferica rispetto a entrambi i centri di potere. I versi del Kalevala hanno origine principalmente dalla Carelia e dall'Ingria.
Il XIX secolo vide la diffusione del nazionalismo romantico e del nazionalismo in tutta Europa. Il nazionalismo della Finlandia crebbe anche laddove identità culturale e controllo del territorio diventarono una priorità. L'espressione dell'identità finlandese nei versi del professore universitario A. I. Arwidsson (1791–1858) diventò un credo fennomane molto citato: "Svedesi non siamo / più, russi non vogliamo diventare, quindi lasciateci essere / diventare finlandesi". Il nazionalismo aumentò e sfociò nella dichiarazione di indipendenza dalla Russia il 6 dicembre 1917, (festa nazionale dell'indipendenza finlandese). Notare che i nazionalisti non consideravano i cittadini di lingua svedese come formanti una nazione diversa (svedese); infatti molti fennomani provenivano da famiglie di lingua svedese.

## Popolazione

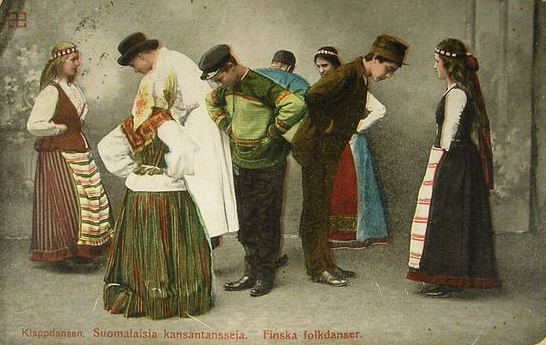
Danze popolari finlandesi in una cartolina postale del 1907 inviata da Mustamäki, Finlandia

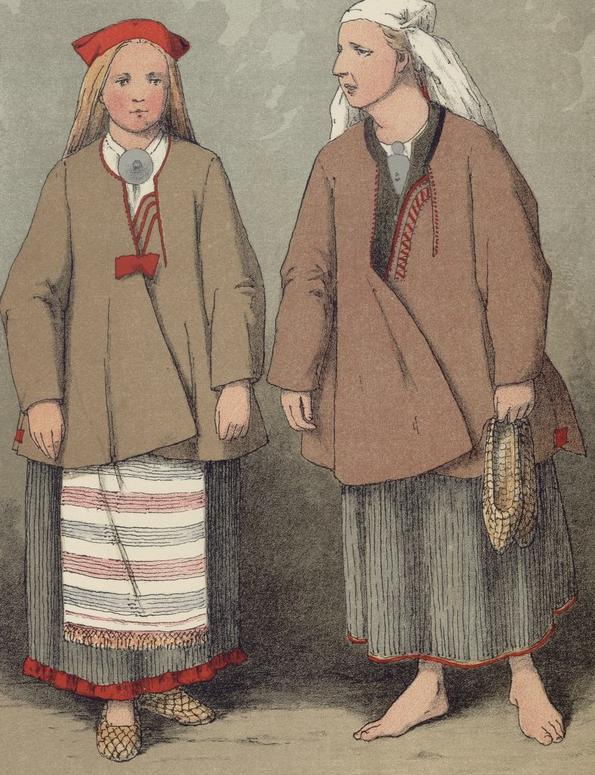
Una giovane contadina e una donna nel costume tradizionale di Ruokolahti, Finlandia orientale, in un dipinto di Severin Falkman del 1882

I finlandesi sono la parte della popolazione che si esprime in lingua finlandese, e probabilmente comprendono una subcultura di finlandesi di lingua svedese. In parte i finlandesi sono geneticamente distinti dagli altri europei. L'aplogruppo del cromosoma Y più diffuso in Finlandia è l'aplogruppo N. L'aplogruppo I è un altro aplogruppo prevalente. La lingua finlandese non è una lingua indo-europea e appartiene alla famiglia delle lingue ugrofinniche. Tradizionalmente i finlandesi sono divisi in sottogruppi (heimo) in base al dialetto, ma questi raggruppamenti hanno solo un'importanza secondaria a causa della urbanizzazione e alla migrazione interna del XX secolo.
La società finlandese incoraggia l'eguaglianza e il liberalismo insieme agli ideali del welfare state; le differenze nella distribuzione della ricchezza e la divisione in classi sono scoraggiate. Lo Jokamiehenoikeus (Ministero dell'ambiente, 1999) è una filosofia che trova le sue radici in tempi antichissimi. Tutti i cittadini hanno accesso alle terre pubbliche e private sia per le attività agricole sia per le attività di svago e tempo libero. I finlandesi apprezzano moltissimo la vita a contatto con la natura, le radici agricole sono profonde nello stile di vita campagnolo. I finlandesi sono anche nazionalisti, non inclini all'auto-identificazione con l'etnia o il clan.
La religione cominciò nella forma di paganesimo, mitologia e magia. Le tradizioni erano in parte indigene, ma anche influenzate dal paganesimo nordico. I canti magici e il culto dell'orso sono tratti caratteristici della religione antica. La modernizzazione pose fine alle tradizioni nel primo decennio del XX secolo. Il Cristianesimo entrò nella cultura finlandese nel XII secolo. Oggi l'80.6% dei finlandesi appartiene alla Chiesa evangelica luterana finlandese e l'1.1% appartiene alla Chiesa ortodossa finlandese. In generale i Finlandesi sono laici.
Con l'arrivo della riforma e la Legge sull'Istruzione Obbligatoria, l'istruzione diventò un diritto civile garantito a tutti i cittadini, con l'esclusione dell'istruzione universitaria, che è gratuita e prevede l'ammissione esclusivamente in base ai risultati degli esami. Per i finlandesi la futura sicurezza dell'impiego rende necessaria l'istruzione superiore, in un mondo che oggi è sempre più tecnologico.

## Subculture autoctone
La storia finlandese ha conosciuto delle subculture. Quella più grande è costituita dai finlandesi di lingua svedese. Questo gruppo ha delle tradizioni uniche e distinte dai finlandesi mainstream, ma non vive in una società diversa. Il gruppo ha origini varie, sia per il cambio di lingua sia per l'immigrazione.
La Lapponia, regione del nord, ospita la popolazione Sami. Fino al XVI secolo i Sami erano soprattutto pescatori e cacciatori, di solito praticavano entrambe le attività e avevano uno stile di vita nomadico, i cui movimenti erano determinati dalle migrazioni delle renne. Tradizionalmente, il popola Sami si dedicava alla pesca, alla caccia mediante trappole e all'allevamento delle renne e la loro società era organizzata in modo diverso da quella dei finlandesi, proprio per la loro vita nomadica. La loro lingua non è il finlandese, ma una delle tre lingue sami parlate in Finlandia. Comunque, in anni recenti la maggior parte dei Sami si è spostata nelle aree urbane, dove si sono assimilati alla società mainstream e parlano il finlandese. Il 10% dei Sami continua a praticare l'allevamento nel nord della Finlandia, Attualmente i Sami formano una minoranza del 5% della popolazione nella loro nativa Lapponia finlandese.
Un altro gruppo nomadico è costituito dai Rom finlandesi, che esistono lì dal XIX secolo. Per secoli i Rom sono stati commercianti di cavalli, ma nel dopoguerra sono diventati allevatori di cavalli e venditori di automobili e ferro vecchio. Tradizionalmente le donne praticano la chiaroveggenza e attività di artigianato. I Rom sono stati oggetto di molestie e discriminazione in Finlandia. "Una Commissione-Consiglio permanente sulle Questioni dei Rom fu costituita nel 1968 e nel 1970 la discriminazione razziale è stata bandita attraverso una modifica del codice penale. La legge punisce atti offensivi come rifiutare ai rom l'ingresso nei ristoranti e nei negozi o sottoporli a sorveglianza insolita da parte dei negozianti o della polizia".. Oggi 5000-6000 Rom finlandesi ricevono sussidi economici per migliorare il loro standard di vita.

## Struttura della famiglia
La vita della famiglia finlandese di solito è incentrata sulla famiglia nucleare, piuttosto che sulla famiglia estesa. Di solito la famiglia comprende uno o due figli. Tradizionalmente gli uomini lavorano e le donne restano a casa e si occupano dei figli. Però a partire dalla seconda guerra mondiale i ruoli di genere sono cambiati. Oggi lavorano sia gli uomini sia le donne. Il sistema del welfare garantisce generosi congedi parentali con vantaggi basati sul reddito. I genitori finlandesi hanno la possibilità di scegliere tra un congedo parziale o totale. La maggior parte delle madri sceglie un congedo lungo, fino a un anno. La percentuale di divorzi in Finlandia è del 51% (statistiche finlandesi, aggiornate al 5/07). Comune è anche la convivenza more uxorio.
I giovani cercano l'indipendenza e tipicamente lasciano la casa dei genitori intorno ai 20 anni e si trasferiscono in ostelli della gioventù o appartamenti. Le donne tendono ad andare via di casa prima per conseguire un'istruzione. Gli uomini restano a casa più a lungo per via degli obblighi di leva. I membri della famiglia estesa di solito vivono separati.

## Feste e tradizioni

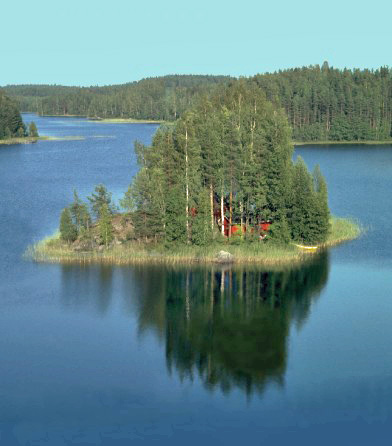
Un cottage estivo ("mökki") su un'isola lacustre

Le festività finlandesi sono simili alle tradizioni del calendario cristiano occidentale e protestante. Le feste e le tradizioni sono una mescolanza della millenaria presenza cristiana e delle vestigia delle tradizioni del paganesimo finlandese.

### Festività religiose e laiche

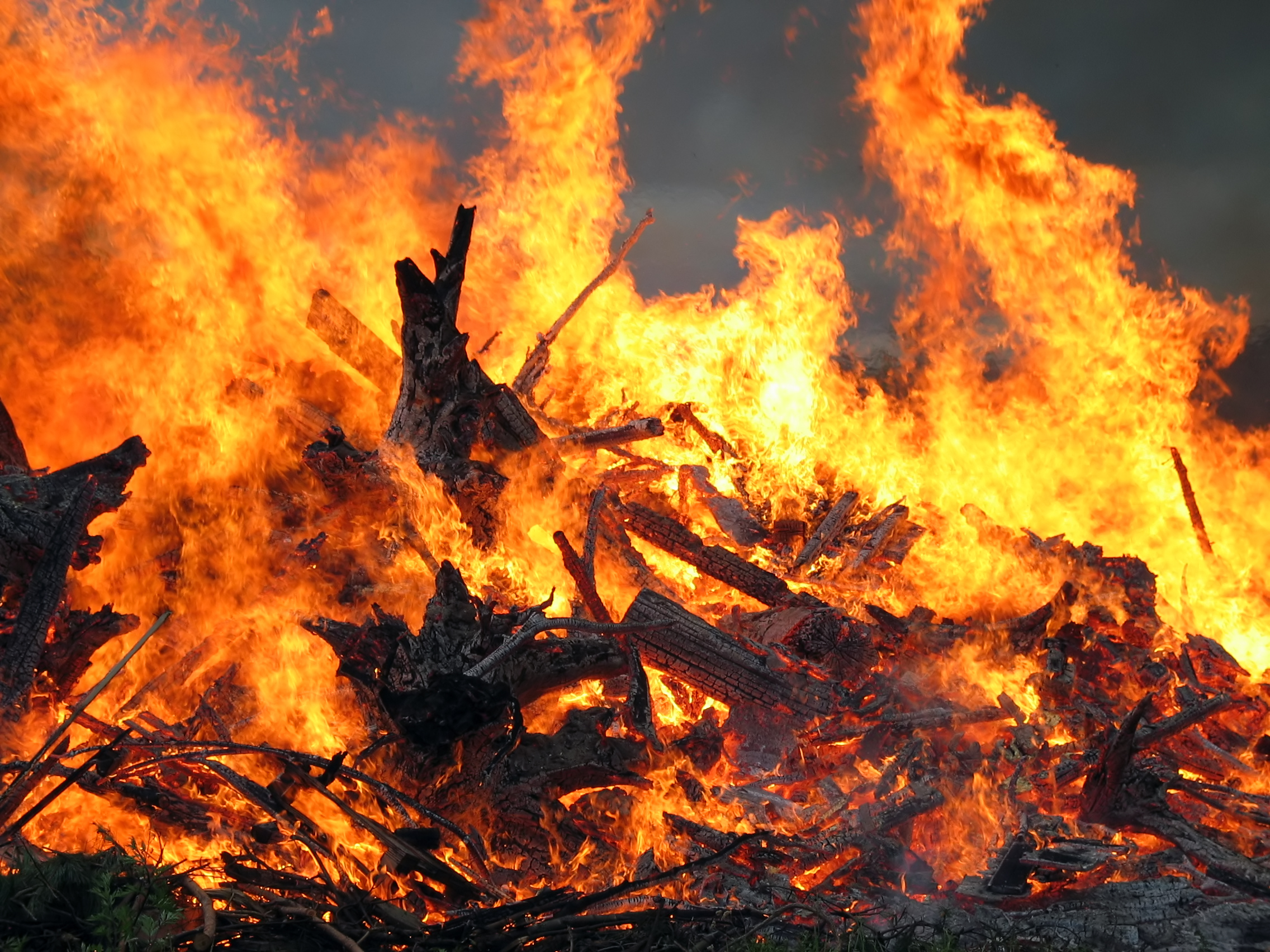
Un falò di Juhannus ("kokko") a Mäntsälä; Juhannus è la festa di mezza estate.

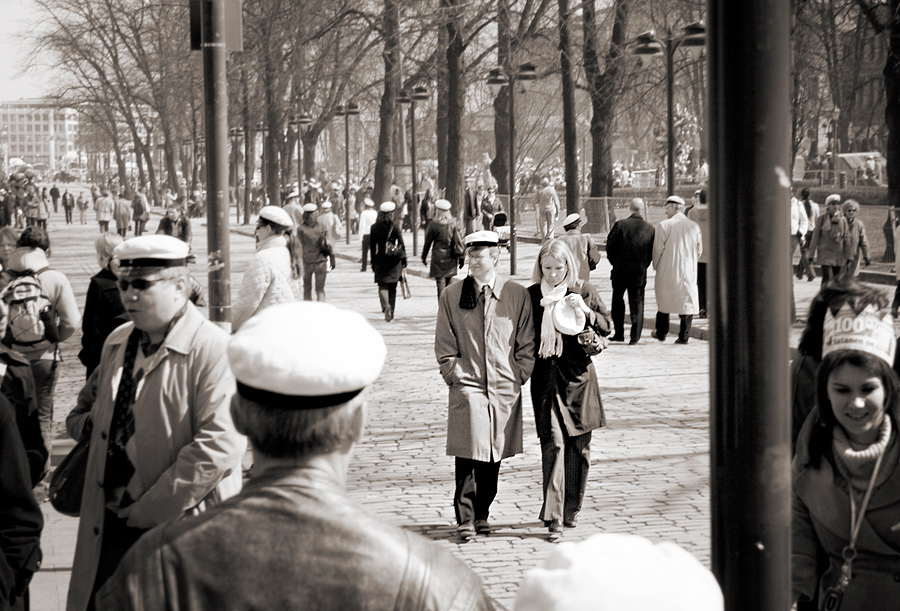
Studenti sulla Esplanadi di Helsinki indossano i copricapi per la notte di Valpurga.

Notevole tra queste è Juhannus, la festa finlandese di mezza estate. La maggior parte dei finlandesi si ritira nei cottage estivi (mökki) su uno dei numerosi laghi della Finlandia. A seconda della regione, si celebra il solstizio d'estate con un falò di mezzanotte e sulle Isole Åland si osserva la tradizione, di origine svedese, della danza intorno all'albero di primavera. Le tradizioni di mezza estate includono anche diverse mescolanze di magia e folklore nelle festività.
Il Natale finlandese, Joulu, segue le tradizioni dell'albero di Natale e del calendario dell'Avvento. Le feste iniziano il 23 dicembre. I doni natalizi vengono scambiati la vigilia di Natale con una visita di Joulupukki (Babbo Natale, Santa Claus). Tipicamente i pasti tradizionali di Natale sono seguiti da una sauna. Il giorno di Natale è un "giorno tranquillo" e le vacanze terminano il 26 dicembre, il giorno di Santo Stefano (tapaninpäivä).
Pasqua è una mescolanza di costumi cristiani e pagani. La Domenica delle Palme o il Sabato Santo i bambini si travestono da streghe (noita) e vanno di porta in porta e distribuiscono rami di salice decorati con narcisi in cambio di dolci. Questa tradizione ricorda la festa di Halloween negli Stati Uniti. I falò di Pasqua sono una tradizione pagana che aveva lo scopo di allontanare le streghe.
Vappu, o Festa dei lavoratori, è una festa nazionale, un evento per i finlandesi che danno il benvenuto alla primavera dopo molti mesi di scarsa luce diurna. Questa festa può essere paragonata al Martedì grasso, con cortei e feste. Tradizionalmente, l'evento comincia alla vigilia di Vappu, quando studenti ed ex studenti indossano il copricapo della laurea.

### Sauna

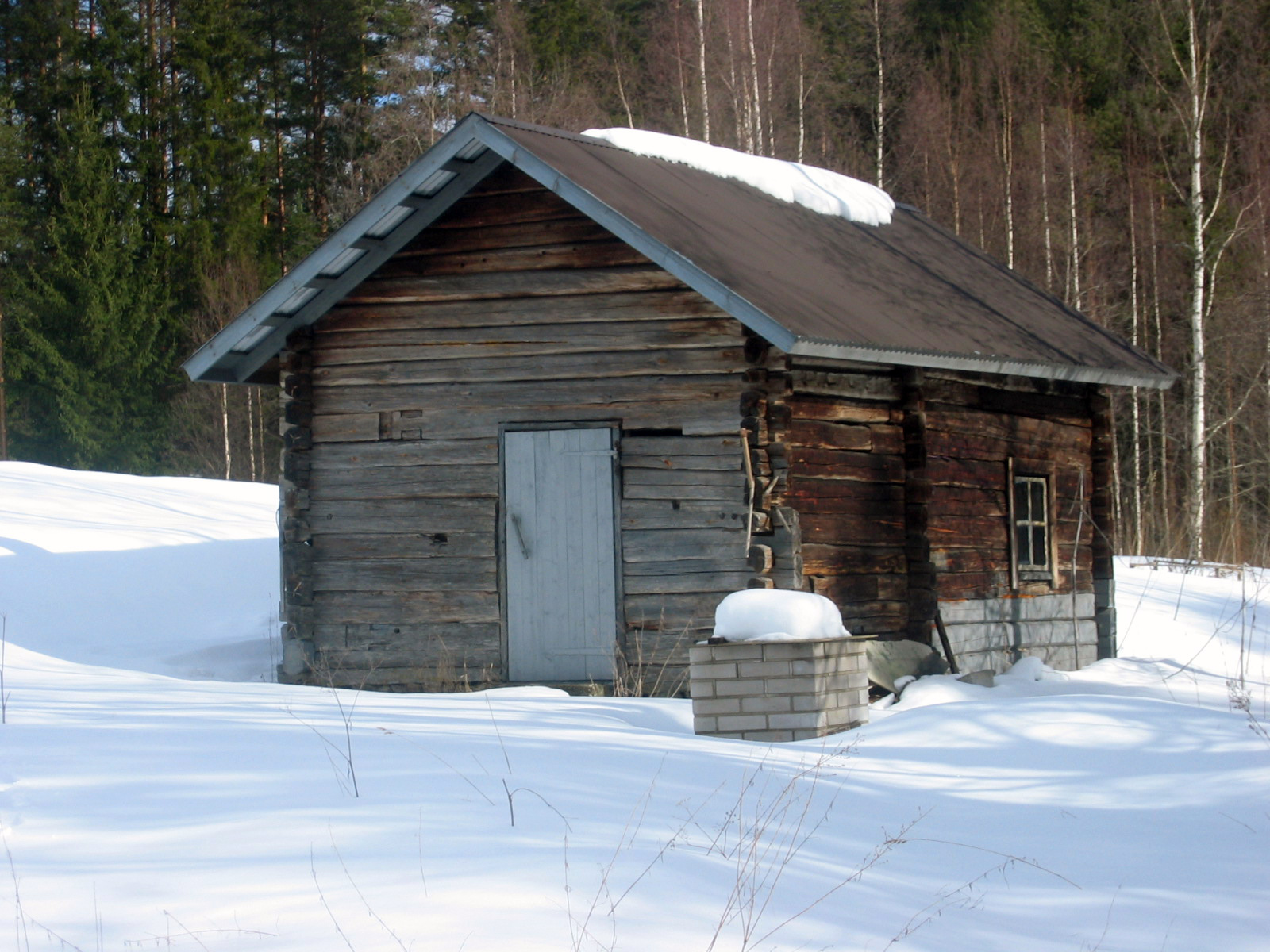
Una sauna finlandese ("savusauna") a Enonkoski.

La sauna è un bagno di calore ampiamente praticato in Finlandia. La parola è di origine protofinnica (si trova nelle lingue baltico-finniche e sami) e risale a 7000 anni fa. Lo scopo della sauna è fare un bagno e il calore (secco o vapore) che apre i pori della pelle e purifica profondamente il corpo. Durante la sauna si possono usare rami di cedro o di betulla per percuotere il corpo e stimolare la circolazione sanguigna. La sauna è benefica per i dolori muscolari. I finlandesi usano spesso la sauna per riprendersi dal duro lavoro fisico. La cultura della sauna impone poca conversazione e tempo dedicato alla riflessione per rinfrancare la mente. La sauna non va fatta con la fretta perché è essenziale alla vita spirituale. La struttura della sauna comincia con una piccola capanna di tronchi, parzialmente interrata. La "sauna a fumo" era usata sia per la conservazione della carne, in epoca pre-industriale, sia per fare il bagno sia come ambiente sterile per il parto, ma questa tradizione sta sparendo e viene sostituita da un'invenzione moderna, la sauna a riscaldamento continuo, che è più calda, più pulita e più veloce da riscaldare. Nelle saune finlandesi la temperatura è intorno ai 60-100 °C e piccole quantità d'acqua gettate su delle rocce poste sulla stufa emettono vapore, producendo così una sensazione di calore. Alcuni finlandesi preferiscono la "sauna a secco", con poco vapore, o senza vapore. La sauna tradizionale prevede la ripetizione del processo traspirazione-raffreddamento. Una parte del processo di raffreddamento può essere costituita da una nuotata in un lago, prima di tornare nella sauna per un'ulteriore traspirazione.
Bagni di vapore simili fanno parte della tradizione europea anche altrove, ma la sauna è particolarmente diffusa in Finlandia, Svezia, Estonia, Russia, Norvegia e in parte degli Stati Uniti e Canada. Inoltre quasi tutte le case finlandesi hanno la propria sauna, mentre negli appartamenti multicondominiali si trova una sauna comune. Le saune pubbliche erano comuni in passato, ma la tradizione è scomparsa quando le saune cominciarono a essere costruite quasi dappertutto (case private, piscine comunali, alberghi, palestre, ecc.).

## Letteratura
Il primo esempio di lingua finlandese scritta è un'opera di Mikael Agricola, che nel XVI secolo tradusse il Nuovo Testamento in finlandese, in seguito alla Riforma Protestante. Ciononostante, fino al XIX secolo furono scritte poche opere letterarie notevoli. Nel XIX secolo ci fu l'inizio di un movimento romantico nazionale finlandese e ciò spinse Elias Lönnrot a creare una raccolta di poesia popolare finlandese e della Carelia, pubblicata con il titolo Kalevala, l'epopea nazionale finlandese. Questa epoca vide il fiorire di poeti e romanzieri che scrivevano in finlandese, in particolare Aleksis Kivi ed Eino Leino.
La Finlandia conquistò l'indipendenza nel 1917. L'indipendenza fu seguita dal fiorire di scrittori modernisti, il più famoso dei quali fu Mika Waltari. Frans Eemil Sillanpää ricevette il Premio Nobel per la letteratura nel 1939 - unico scrittore finlandese finora ad aver ricevuto tale onorificenza. La seconda guerra mondiale stimolò il ritorno a interessi più nazionali, rappresentati dall'opera di Väinö Linna.
La letteratura nella Finlandia moderna è fiorente: i gialli sono un genere che gode di grande popolarità, grazie ad autori come Ilkka Remes, scrittore di thriller.
Arto Paasilinna, nato nel 1942, è uno degli scrittori finlandesi più conosciuti all'estero, tradotto in 45 lingue. Tra i suoi romanzi di successo, L'anno della lepre ha ricevuto il premio Giuseppe Acerbi.

## Arti visive

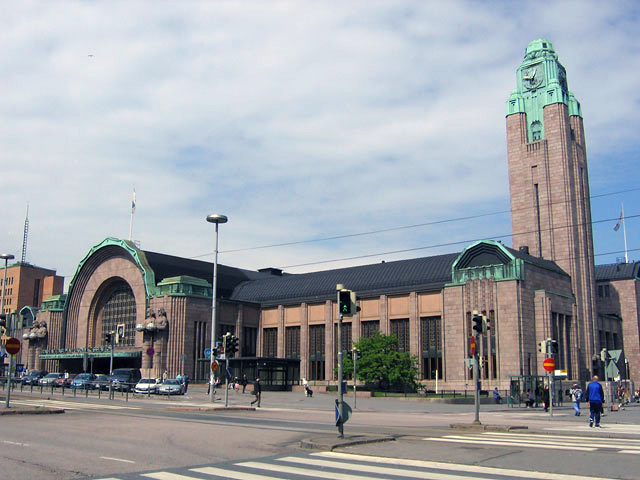
Stazione Centrale di Helsinki, opera dell'architetto Eliel Saarinen

I finlandesi sono molto abili nel campo dell'artigianato e del disegno industriale. Lo scultore finlandese più celebre del XX secolo è Wäinö Aaltonen, famoso per i suoi monumentali busti e per le sue grandiose sculture. L'architettura finlandese è famosa in tutto il mondo. Tra gli architetti finlandesi che hanno ricevuto più riconoscimenti troviamo Eliel Saarinen (autore della Stazione Centrale Di Helsinki e di molte altre opere pubbliche) e suo figlio Eero Saarinen, celebre designer. Alvar Aalto è un celebre rappresentante del funzionalismo architettonico in Finlandia, famoso anche per il design di arredi e di oggetti in vetro.

## Musica

### Musica folk
Gran parte della musica finlandese è influenzata dalle melodie e liriche tradizionali della Carelia, comprese nel Kalevala. La cultura careliana è percepita come l'espressione più pura dei miti e delle credenze finlandesi, più scevra dall'influenza germanica, nonostante la posizione geografica della Finlandia a cavallo tra Occidente e Oriente. La musica popolare è stata rivalutata negli ultimi decenni ed è diventata una parte della popular music.

### Musica Sami
I Sami, popolazione del nord della Finlandia, della Svezia e della Norvegia, sono famosi per i loro canti profondamente spirituali, chiamati joik. Il termine joik a volte viene riferito ai canti lavlu o vuelie, anche se ciò non è tecnicamente corretto.

### Musica classica e opera
La prima opera musicale finlandese fu scritta nel 1852 dal compositore tedesco Fredrik Pacius. Pacius scrisse anche Maamme/Vårt land (La nostra terra), l'inno nazionale della Finlandia. Nell'ultimo decennio del XIX secolo si diffuse il nazionalismo finlandese fondato sul Kalevala e Jean Sibelius diventò famoso per la sua sinfonia vocale Kullervo. Sibelius ricevette una borsa di studio per studiare i cantori runo in Carelia e continuò a essere considerato il più importante musicista finlandese. Nel 1899 Sibelius compose il poema sinfonico Finlandia, che ebbe un ruolo importante in Finlandia durante la conquista dell'indipendenza. Sibelius rimane una delle figure nazionali più famose ed è un simbolo della nazione.
Oggi la Finlandia presenta una scena musicale classica molto vivace. La musica classica finlandese esiste solo da circa cento anni e molti compositori importanti sono ancora in vita, come Magnus Lindberg, Kaija Saariaho, Aulis Sallinen e Einojuhani Rautavaara. I compositori sono accompagnati da un gran numero di direttori d'orchestra come Sakari Oramo, Mikko Franck, Esa-Pekka Salonen, Osmo Vänskä, Jukka-Pekka Saraste, Susanna Mälkki e Leif Segerstam. Alcuni dei musicisti classici finlandesi più acclamati sono Karita Mattila, Soile Isokoski, Kari Kriikku, Pekka Kuusisto, Réka Szilvay e Linda Brava.
Ogni anno la città di Savonlinna ospita un importante festival operistico internazionale.

### Musica pop
La musica pop finlandese presenta uno scenario heavy metal vivace e famosi gruppi rock, musicisti jazz, artisti hip hop, fenomeni pop e dance come Bomfunk MCs, Darude e Waldo's People. Il producer JR Rotem, che ha origini finlandesi e israeliane, è legato a molte canzoni di successo in Finlandia e in America. La musica elettronica finlandese come quella dell'etichetta Sähkö Recordings ha molto successo nella scena underground. 
Iskelmä (termine coniato direttamente dalla parola tedesca Schlager, canzonetta di successo) è una parola finlandese tradizionale che indica una canzonetta di successo. La musica pop finlandese comprende anche vari tipi di musica dance; anche il tango, stile di musica argentina, è molto popolare. Uno dei compositori di musica pop più produttivi è stato Toivo Kärki e il cantante più famoso Olavi Virta (1915–1972). Tra gli autori di canzoni, Sauvo Puhtila (nato il 1928), Reino Helismaa (morto il 1965) e Veikko "Vexi" Salmi sono alcuni dei più famosi. Il compositore e musicista Jimi Tenor è molto conosciuto per la sua musica retro-funk.

### Dance music
Artisti di musica dance ed elettronica famosi sono Jori Hulkkonen, Darude, JS16, DJ Proteus, Fanu, DJ Muffler e DJ Orkidea.

### Rock e musica heavy metal

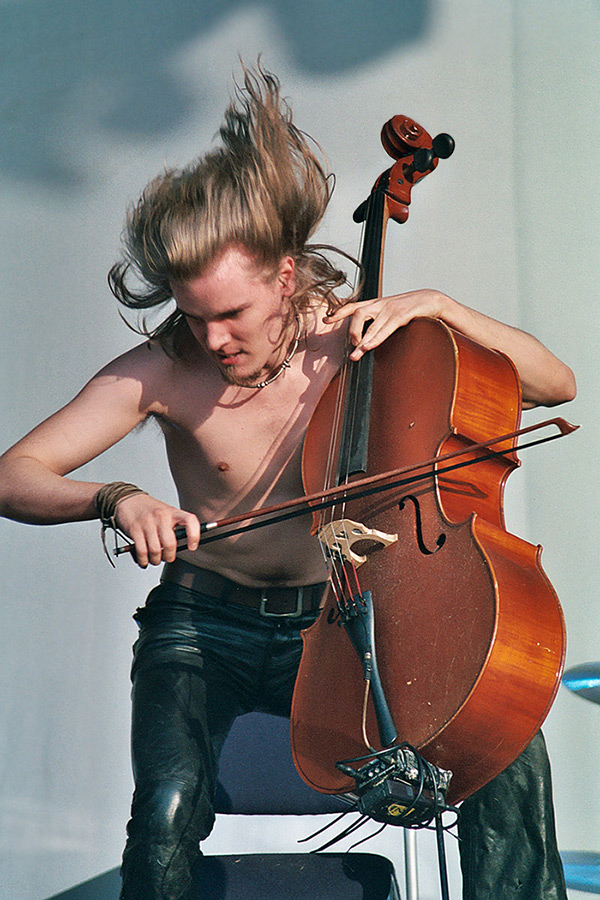
Perttu Kivilaakso di Apocalyptica suona metal dal vivo.

La scena musicale rock finlandese emerse nel 1960, con artisti pionieri come Blue Section e Kirka. Negli anni '70 i musicisti rock finlandesi cominciarono a scrivere la propria musica, invece che tradurre in finlandese i successi internazionali di altri. Negli anni '70 alcuni gruppi prog, come Tasavallan Presidentti e Wigwam, diventarono famosi all'estero ma non ottennero il successo commerciale fuori dalla Finlandia. Questo è stato anche il destino degli Hurriganes, gruppo rock and roll. La scena punk finlandese ha prodotto alcuni nomi famosi a livello internazionale, come Terveet Kädet negli anni ottanta. Sempre negli anni ottanta, gli Hanoi Rocks, gruppo glam rock influenzato da gruppi come Guns N' Roses, hanno lasciato un segno più profondo nella storia della musica pop rispetto ad altri gruppi finlandesi.
Negli anni novanta il rock e la musica metal finlandesi cominciarono a ottenere fama internazionale con band come The 69 Eyes, Amorphis, Children of Bodom, Ensiferum, Norther, Wintersun, HIM, Impaled Nazarene, Lordi, Negative, Nightwish, The Rasmus, Sentenced, Sonata Arctica e Stratovarius. Alla fine degli anni '90 il gruppo cello metal Apocalyptica cominciò a suonare versioni cover dei Metallica in quartetti di violoncelli, vendendo mezzo milione di dischi in tutto il mondo. Alcuni dei gruppi rock non famosi fuori della Finlandia sono CMX e Eppu Normaali. La Finlandia ha reso più popolare la musica folk metal, con gruppi come Turisas e Fintroll.
All'inizio del 2000 le band rock finlandesi hanno cominciato a vendere bene a livello internazionale. Il gruppo The Rasmus ha conquistato l'Europa (e anche altri posti come l'America Latina). Il loro album del 2003, Dead Letters ha venduto un milione e mezzo di copie in tutto il mondo e il gruppo ha ricevuto nomination per otto dischi d'oro e cinque dischi di platino. Ma finora la band finlandese che ha avuto più successo negli Stati Uniti è HIM, la prima band finlandese che ha venduto un album certificato disco d'oro da RIAA Recording Industry Association of America). Più recentemente, la band finlandese hard rock/heavy metal Lordi ha vinto l'Eurovision Song Contest 2006, ottenendo un record di 292 punti, e così la Finlandia ha ottenuto la sua prima vittoria. Gruppi rock come The 69 Eyes sono cult band all'estero.
Il Tuska Open Air Metal Festival, uno dei festival heavy metal all'aperto più grandi del mondo, si svolge ogni anno nel Parco di Kaisaniemi, Helsinki. Ruisrock e Provinssirock sono i più famosi festival rock della Finlandia.

### Cinema
L'industria cinematografica finlandese è in crescita, con registi famosi come Aki Kaurismäki, Timo Koivusalo, Aleksi Mäkelä e Klaus Härö. Il regista/produttore cinematografico di Hollywood Renny Harlin (nato Lauri Mauritz Harjola) è nato in Finlandia.

## Media e comunicazione
La Finlandia è una delle società più avanzate del mondo nel campo dell'informazione. Ci sono 200 giornali; 320 riviste famose, 2100 riviste professionali e 67 stazioni radio commerciali, una radio pubblica a diffusione nazionale e cinque nazionali (tre in lingua finlandese, due in lingua svedese, una in lingua sami); la radio digitale ha tre canali. I quattro canali televisivi analogici nazionali (due del servizio pubblico e due commerciali) sono stati completamente sostituiti dalla televisione digitale (cinque canali del servizio pubblico e tre commerciali) il 1º settembre 2007.

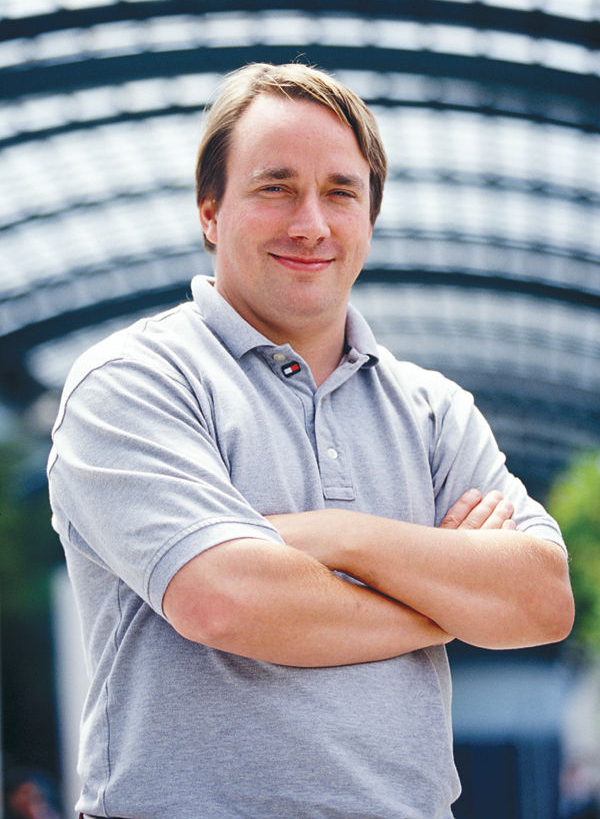
Linus Torvalds, un famoso ingegnere del software finlandese, celebre per aver cominciato a sviluppare il kernel del sistema operativo Linux.

Ogni anno si producono circa 15–20 lungometraggi,, si pubblicano 12000 libri e si vendono circa 12 milioni di dischi. Il 79% della popolazione usa Internet.
I finlandesi sono grandi lettori di quotidiani. Il giornale più letto è Helsingin Sanomat, con una tiratura di 412 000 copie.. Il gruppo media Sanoma, proprietario dell'Helsingin Sanomat, pubblica anche il tabloid Ilta-Sanomat e il commerciale Taloussanomat. Sanoma è anche proprietario del canale televisivo Nelonen. Gli azionisti maggioritari di Sanoma sono Aatos Erkko e la sua famiglia. Un altro editore importante è Alma Media, che pubblica più di trenta riviste, il quotidiano Aamulehti, il tabloid Iltalehti e il commerciale Kauppalehti. La Finlandia è ai primi posti della classifica mondiale per la libertà di stampa sin dalla pubblicazione del primo indice da parte di Reporters Without Borders nel 2002.
YLE è la radiotelevisione di Stato finlandese, ha cinque canali televisivi e tredici stazioni radio in due lingue nazionali. YLE è finanziata da un canone televisivo e dagli abbonamenti ai canali privati. La trasformazione della TV da analogica a digitale è ancora in corso - le trasmissioni in analogico sono cessate sulla rete terrestre il 31 agosto 2007 e sul cavo alla fine di febbraio 2008.
Il canale televisivo più famoso, MTV3, e la stazione radio più famosa, Radio Nova, sono di proprietà di Nordic Broadcasting (Bonnier e Proventus Industrier).
La popolazione finlandese è abituata alla tecnologia e ai servizi informatici. Il numero di abbonati ai servizi di telefonia mobile e di connessioni Internet pro capite è tra i più alti del mondo. Secondo il Ministero dei Trasporti e delle Comunicazioni, la penetrazione della telefonia mobile in Finlandia superava il 50% della popolazione nell'agosto del 1998 - record mondiale - e a dicembre 1998 il numero degli abbonamenti ai servizi di telefonia mobile superava il numero delle connessioni alla rete telefonica fissa. Alla fine di giugno 2007 c'erano 5,78 milioni di abbonamenti di telefonia mobile, il 109% della popolazione.
Un altro settore in forte crescita è l'uso di Internet. Alla fine di giugno 2007 la Finlandia aveva più di 1.52 milioni di connessioni Internet a banda larga, cioè circa il 287 per mille degli abitanti. I finlandesi non solo sono connessi, sono anche grandi fruitori di servizi Internet. Tutte le scuole finlandesi e le biblioteche pubbliche sono collegate a Internet da anni. La Finlandia è il Paese con la connessione Internet più rapida del mondo, con una velocità pari a circa 40 Mbs.

## Cucina

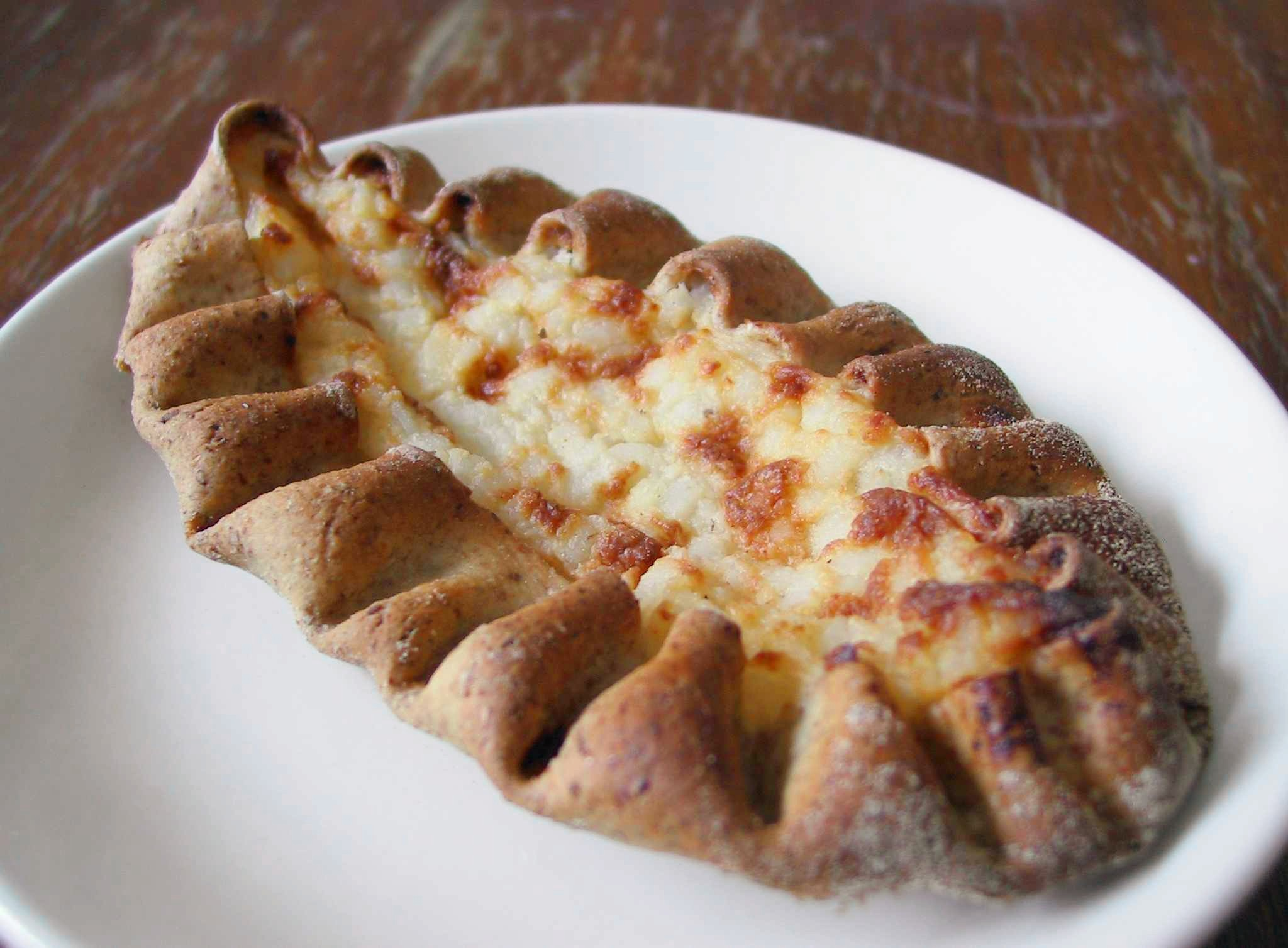
Karjalanpiirakka, un dolce tradizionale finlandese.

La cucina finlandese tradizionale è una mescolanza di elementi europei, fennoscandinavi e russo-occidentali; il galateo a tavola è europeo. 

### Cibi e pasti
Di solito il cibo è semplice, fresco e sano. Pesce, carne, bacche e verdura sono gli ingredienti tipici, mentre le spezie non fanno parte della tradizione, perché storicamente non erano facilmente reperibili.
In passato, il cibo finlandese spesso variava da regione a regione, soprattutto dall'ovest all'est. Nei villaggi costieri e lacustri il pesce era la base dell'alimentazione, mentre nelle regioni orientali e nordiche erano più comuni la verdura e la cacciagione. La colazione tipica è a base di avena o di altri cibi di stile continentale, come il pane. Il pranzo comprende un pasto caldo completo, servito nelle mense sul luogo di lavoro. Il pasto serale si svolge intorno alle 17-18 e di solito è seguito da una cena più tardi.
La cucina finlandese moderna combina stile campagnolo e alta gastronomia con uno stile continentale contemporaneo. Rispetto al passato, le spezie sono diventate un ingrediente fondamentale nelle ricette finlandesi moderne, adottate dalla cucina orientale e occidentale già da molti decenni.

### Kalakukko

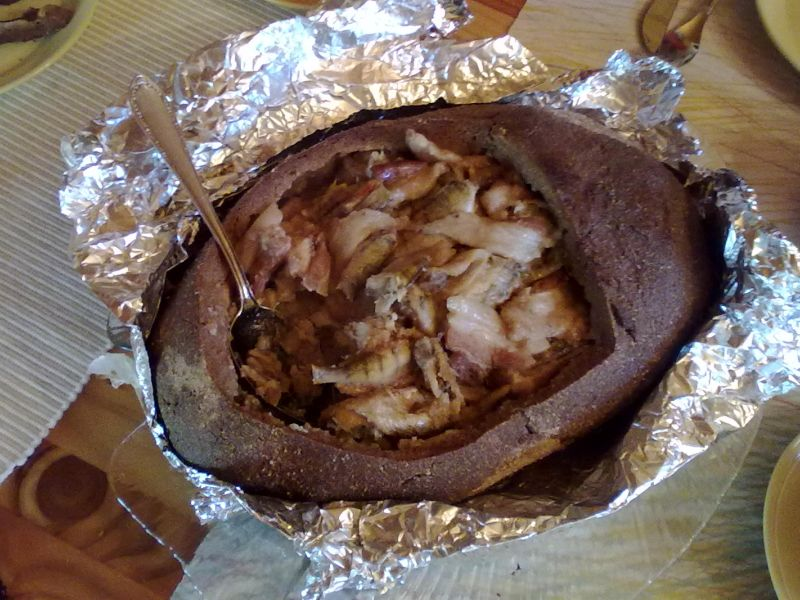
Kalakukko ripieno di piccoli pesci persici e pezzi di pancetta

Un pasto assurto a simbolo della cucina finlandese è il tradizionale kalakukko. Un tempo specialità regionale, la preparazione unisce le caratteristiche di una pasto completo con doti di portabilità e serbevolezza che lo rendono adatto a essere servito come cibo da strada o essere consumato per un pranzo al sacco: si tratta di un pasticcio di pesce e carne di maiale racchiuso in un involucro di crosta di pane di segale azzimo. Originario dalle regioni storiche del Savo e della Carelia, era prerogativa tradizionale di tagliaboschi e contadini, prima di diffondersi a tal punto nell'intero paese, nel corso del XX secolo, da poter essere considerato il piatto nazionale della Finlandia.

## Festività pubbliche
Tutte le festività pubbliche in Finlandia sono stabilite per atto parlamentare. Le festività ufficiali si dividono in feste cristiane e laiche, anche se le feste cristiane hanno sostituito le feste di origine pagana. Le feste principali sono Natale, Epifania, Pasqua, Ascensione, Pentecoste e Ognissanti, più il Giorno dell'Indipendenza (6 dicembre). Natale è la festa più celebrata: di solito i giorni dal 23 al 26 dicembre sono festivi.
Inoltre tutte le domeniche sono ufficialmente giorni festivi. I negozi non possono aprire la domenica, tranne durante i mesi estivi (da maggio ad agosto) e nella stagione pre-natalizia (novembre e dicembre). Le attività commerciali con una superficie inferiore ai 400 metri quadrati hanno il permesso di rimanere aperti tutto l'anno, ad eccezione delle festività ufficiali e di alcune domeniche, come la Festa della mamma e Festa del papà.

## Sport

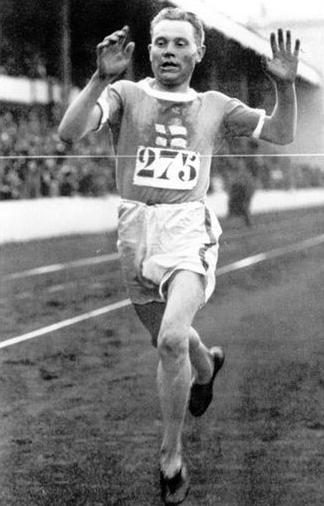
Paavo Nurmi ai Giochi della VII Olimpiade nel 1920

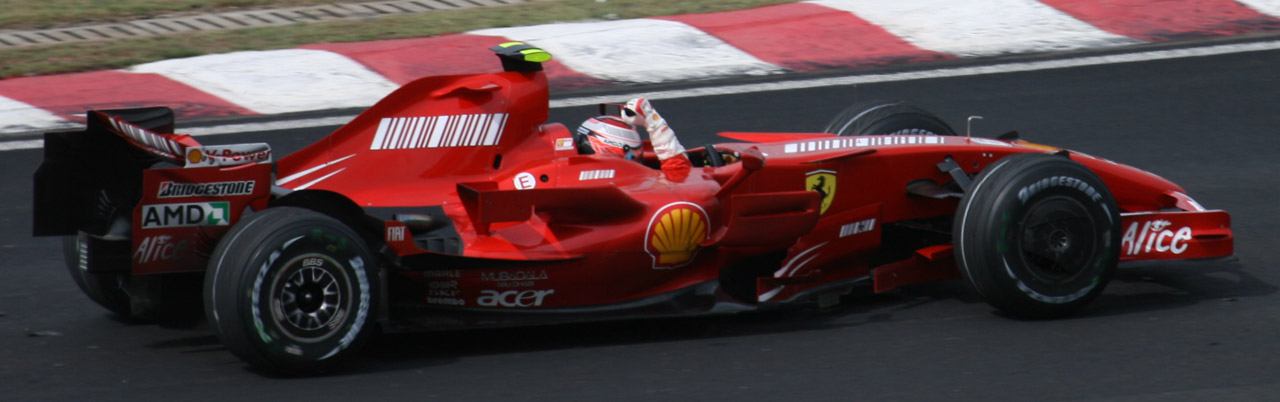
Campionato Mondiale 2007: il campione del mondo di Formula 1 Kimi Räikkönen, finlandese, festeggia la vittoria al Gran Premio del Brasile 2007.

Vari eventi sportivi sono popolari in Finlandia. Il pesäpallo (sport che ricorda il baseball) è lo sport nazionale della Finlandia, anche se gli sport più popolari in termini di copertura dei media sono la Formula 1, l'hockey su ghiaccio e il calcio. La nazionale di hockey su ghiaccio maschile della Finlandia è considerata una delle migliori al mondo. Nel secolo scorso c'era una rivalità sportiva tra Finlandia e Svezia, in particolare nell'hockey su ghiaccio e nell'atletica. Jari Kurri e Teemu Selänne sono due giocatori di hockey su ghiaccio finlandesi che hanno segnato 500 goal nella loro carriera nella NHL. Anche il calcio è uno sport popolare in Finlandia, anche se la nazionale di calcio della Finlandia non si è mai qualificata per la fase finale del Campionato mondiale di calcio o del Campionato europeo di calcio. Jari Litmanen e Sami Hyypiä sono i calciatori finlandesi più famosi a livello internazionale.

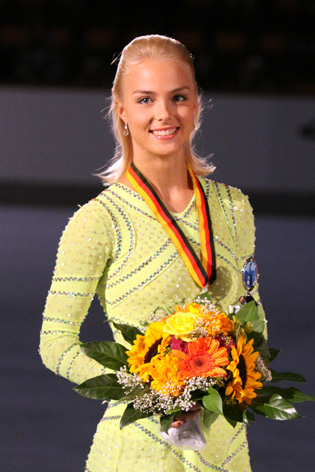
Kiira Korpi è una campionessa di pattinaggio artistico. A gennaio 2010 era all'undicesimo posto nella classifica mondiale.

Rispetto alla sua popolazione, la Finlandia è uno dei Paesi ai vertici delle classifiche mondiali di automobilismo in termini di successo internazionale. La Finlandia ha prodotto tre campioni mondiali di Formula 1 – Keke Rosberg (Williams, 1982), Mika Häkkinen (McLaren, 1998 e 1999) e Kimi Räikkönen (Scuderia Ferrari, 2007). Insieme a Räikkönen, l'altro pilota finlandese di Formula 1 attualmente in carriera è Heikki Kovalainen (McLaren). Anche il figlio di Rosberg, Nico Rosberg (Williams), attualmente è in carriera, ma con la nazionalità della madre, cioè quella tedesca. Altri famosi piloti finlandesi di Grand Prix sono Leo Kinnunen, JJ Lehto e Mika Salo. La Finlandia ha prodotto anche la maggior parte dei migliori piloti di rally, tra i quali i piloti ex campioni del mondo Marcus Grönholm, Juha Kankkunen, Hannu Mikkola, Tommi Mäkinen, Timo Salonen e Ari Vatanen. L'unico finlandese che ha vinto un titolo mondiale di motociclismo è Jarno Saarinen, morto nel 1973 durante una gara.

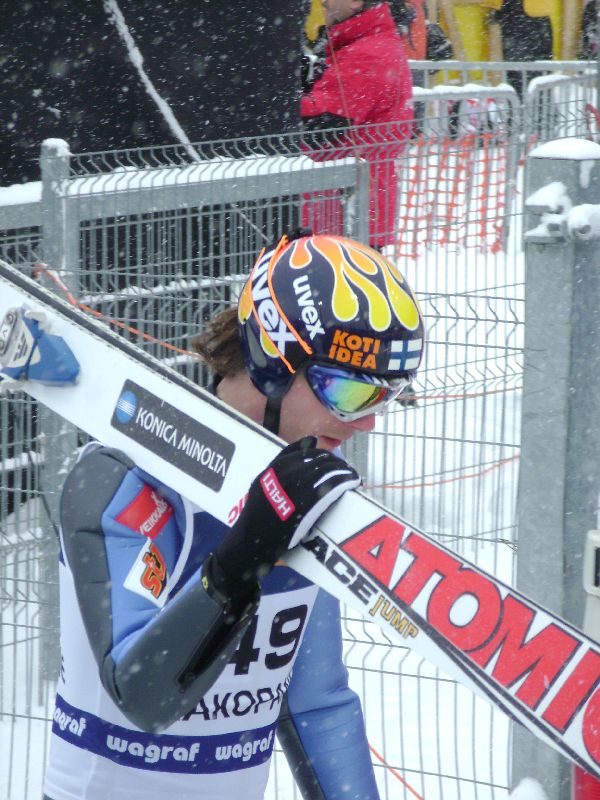
Janne Ahonen è considerato uno dei migliori saltatore con gli sci di tutti i tempi.

Per quanto riguarda gli sport invernali, la Finlandia è la nazione che ha più successo nel salto con gli sci: il saltatore Matti Nykänen ha vinto cinque medaglie olimpiche (quattro d'oro) e nove medaglie nei Campionati mondiali (cinque d'oro). Tra i saltatori finlandesi di successo, attualmente in carriera, c'è Janne Ahonen. Kalle Palander è un noto campione di sci alpino, vincitore del campionato mondiale e del Crystal Ball (due volte, a Kitzbühel. Tanja Poutiainen ha vinto una medaglia d'argento alle Olimpiadi del 2006 nello sci alpino e vari titoli mondiali (Coppa del Mondo 1997 e Mondiali 2005).
Alcuni dei più notevoli atleti del passato sono Hannes Kolehmainen (1890–1966), Paavo Nurmi (1897–1973) e Ville Ritola (1896–1982), che vinse diciotto medaglie d'oro e sette medaglie d'argento nei Giochi olimpici tra gli anni dieci e venti. Questi sono considerati i primi atleti della generazione chiamata "Flying Finns" (finlandesi volanti). Lasse Virén (nato nel 1949) vinse un totale di quattro medaglie d'oro tra il 1972 e i Giochi della XXI Olimpiade del 1976.
Inoltre in passato Riku Kiri, Jouko Ahola e Janne Virtanen sono stati campioni finlandesi del World's Strongest Man e hanno vinto le competizioni di atletica pesante tra il 1993 e il 2000.
I Giochi della XV Olimpiade si svolsero a Helsinki nel 1952. Altri importanti eventi sportivi che si sono svolti in Finlandia sono i Campionati del mondo di atletica leggera del 1983 e del 2005.
Altre attività sportive molto popolari sono floorball, camminata nordica, corsa, ciclismo e sci.

## Lista di aspetti culturali iconici

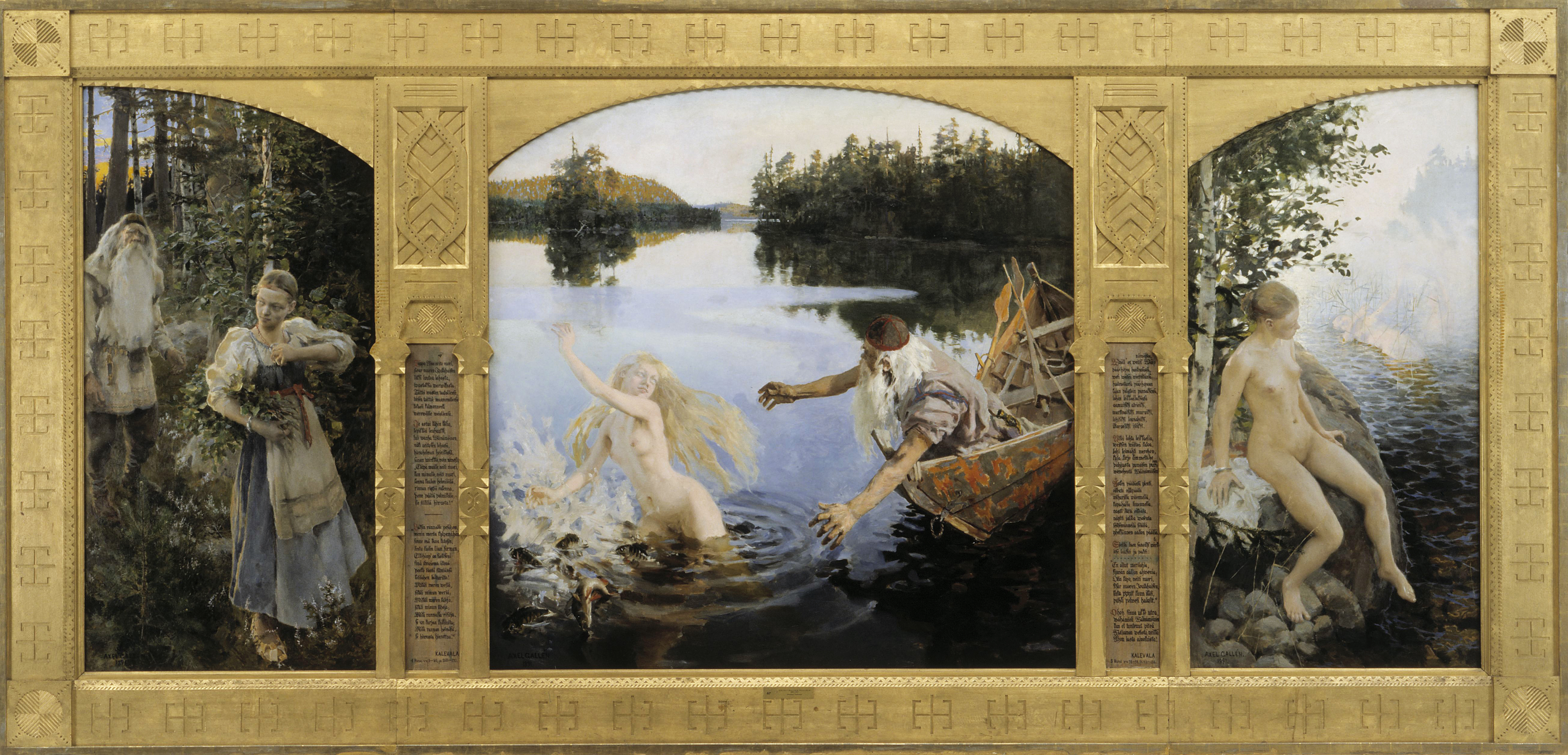
Un trittico di Akseli Gallen-Kallela rappresenta in tre pannelli la storia di Aino, personaggio del Kalevala.

Elementi caratterizzanti dell'identità nazionale e della cultura finlandesi:
- Kalevala, l'epopea nazionale finlandese e compilazione della mitologia finlandese in generale
- Kantele, strumento musicale tradizionale
- Mämmi, dolce tradizionale di Pasqua
- Kalakukko, cibo tradizionale della cucina finlandese, originario della Savonia, divenuto nel tempo il piatto nazionale.
- Mustamakkara, salsiccia tipica di Tampere
- Karjalanpiirakka, dolci tradizionali della Carelia
- Joulupukki, Santa Claus/Babbo Natale
- Jean Sibelius, compositore, autore del poema sinfonico Finlandia
- Sauna, un'istituzione nazionale finlandese
- Sisu, termine che indica volontà, determinazione, forza mentale
- Perkele, imprecazione finlandese, "diavolo!"
- Puukko, coltello da caccia scandinavo a lama fissa.
- Talkoot, termine che indica un gruppo di amici e/o vicini di casa che si riuniscono per svolgere un lavoro insieme, con spirito gratuito.
- Pacco maternità (äitiyspakkaus), un kit gratuito fornito dallo stato a tutte le donne in gravidanza, contenente alcuni oggetti necessari per i primi mesi di vita del bambino.[21]
- nuoto invernale, nuoto nell'acqua ghiacciata
- camminata nordica, sport
- Salmiakki, liquirizia salata
- Sahti, birra tradizionale
- Koskenkorva, vodka finlandese
- Reilu meininki, espressione che significa "equo, giusto", spesso usata in senso ironico
- "Olandesi Volanti", nomignolo con cui ci si riferisce ad alcuni campioni olimpici finlandesi, il primo dei quali fu Hannes Kolehmainen